# Comore ai Giochi della XXX Olimpiade
L'Unione delle Comore ha partecipato ai Giochi della XXX Olimpiade di Londra, che si sono svolti dal 27 luglio al 12 agosto 2012, con una delegazione di 3 atleti.

## Atletica leggera
Gare maschili
| Atleta             | Gara           | Batterie | Batterie | Quarti | Quarti | Semifinali      | Semifinali      | Finale          | Finale          |
| Atleta             | Gara           | Tempo    | Pos.     | Tempo  | Pos.   | Tempo           | Pos.            | Tempo           | Pos.            |
| ------------------ | -------------- | -------- | -------- | ------ | ------ | --------------- | --------------- | --------------- | --------------- |
| Maoulida Daroueche | 400 m ostacoli | 53.49    | 9        | N.D.   | N.D.   | Non qualificato | Non qualificato | Non qualificato | Non qualificato |

Gare femminili
| Atleta       | Gara  | Batterie | Batterie | Quarti | Quarti | Semifinali      | Semifinali      | Finale          | Finale          |
| Atleta       | Gara  | Tempo    | Pos.     | Tempo  | Pos.   | Tempo           | Pos.            | Tempo           | Pos.            |
| ------------ | ----- | -------- | -------- | ------ | ------ | --------------- | --------------- | --------------- | --------------- |
| Feta Ahamada | 100 m | 11.81    | 1 Q      | 11.86  | 7      | Non qualificata | Non qualificata | Non qualificata | Non qualificata |

## Nuoto
Le Comore hanno ottenuto due "Universality places" dalla Federazione internazionale del nuoto.
Gare femminili
| Atleta            | Evento             | Batteria | Batteria   | Semifinale      | Semifinale      | Finale          | Finale          |
| Atleta            | Evento             | Tempo    | Classifica | Tempo           | Classifica      | Tempo           | Classifica      |
| ----------------- | ------------------ | -------- | ---------- | --------------- | --------------- | --------------- | --------------- |
| Sihame Ayouba Ali | 100 m stile libero | 1:14.40  | 48         | Non qualificato | Non qualificato | Non qualificato | Non qualificato |